# Andreas Seidel-Morgenstern
Andreas Seidel-Morgenstern (Mittweida, 9 de agosto de 1956) é um engenheiro de processos alemão. É diretor do Instituto Max Planck de Dinâmica de Sistemas Técnicos Complexos em Magdeburgo, catedrático de engenharia de processos químicos na Universidade de Magdeburgo.
Recebeu a Medalha Emil Kirschbaum de 2016.

## Publicações
- Publications of Prof. Dr.‐Ing. Andreas Seidel‐Morgenstern